# Мартанская
Мартанская — станица в муниципальном образовании «город Горячий Ключ» Краснодарского края. Входит в состав Суздальского сельского округа.
Станица расположена на небольшой речке Марта (левый приток Кубани), в зоне предгорных широколиственных лесов, в 5 км восточнее станицы Суздальская, в 28 км северо-восточнее города Горячий Ключ.

## История
Основана в 1864 годуна месте черченеевского (подразделение бжедугов) аула Псегуб (адыг. Псэгъуб), который был сожжён после отказа принять присягу русским войскам под предводительством генерала Рашпиля в 1851 году.
Название дала река Марта (приток Кубани), на которой стоит станица. У адыгов получило название адыг. Делэкъэрэ станиц.
В 1873 году в Михаило-Архангельскую церковь требовался священник.

## Население
| 1873 | 2002  | 2010  |
| ---- | ----- | ----- |
| 1008 | ↗1132 | ↗1245 |